# Rhyacophila incudis
Rhyacophila incudis är en nattsländeart som beskrevs av Wolfram Mey 1996. Rhyacophila incudis ingår i släktet Rhyacophila och familjen rovnattsländor. Inga underarter finns listade i Catalogue of Life.